# Edivândio
Edivândio Sequeira dos Reis, meglio noto come Edivândio (Mindelo, 1º gennaio 1991), è un ex calciatore capoverdiano, di ruolo attaccante.

## Carriera

### Club
Ha giocato 5 partite nella massima serie portoghese.